# Wolfgang von Hippel
Wolfgang von Hippel (* 28. August 1936 in München; † 2. März 2024 in Heidelberg) war ein deutscher Historiker.

## Leben
Wolfgang von Hippel wurde als drittes Kind des Juristen und Rechtsphilosophen Fritz von Hippel (1897–1991) und dessen Frau Berta, geb. Kretschmar (1906–1998), in München geboren. Er wuchs in Kronberg, Marburg und Freiburg im Breisgau auf, wo er im Frühjahr 1955 das Abitur ablegte. Seit 1955 studierte er die Fächer Geschichte, Latein und Deutsch an den Universitäten Göttingen und Freiburg. 1961 bestand er in Freiburg das Staatsexamen in den Fächern Geschichte und Latein und wurde dort im Februar 1965 bei Erich Hassinger mit einer Arbeit über den Politiker Friedrich von Blittersdorff promoviert. Von 1964 bis 1965 war von Hippel als Assistent am Institut für Agrarforschung an der Landwirtschaftlichen Hochschule Hohenheim tätig; anschließend war er seit November 1965 wissenschaftlicher Mitarbeiter der Historischen Kommission bei der Bayerischen Akademie der Wissenschaften. 1972 habilitierte sich von Hippel an der Universität Heidelberg mit einer Arbeit über die Bauernbefreiung im Königreich Württemberg und war von 1974 bis 2001 Professor für Neuere Geschichte mit Schwerpunkt Sozialgeschichte an der Universität Mannheim.
Wolfgang von Hippels Arbeitsschwerpunkte betrafen die Wirtschafts- und Sozialgeschichte vom 17. bis ins 20. Jahrhundert. In seinen Forschungen berücksichtigte er besonders den südwestdeutschen Raum.

## Schriften (Auswahl)
Monographien
- Hermann Röchling 1872–1955. Ein deutscher Großindustrieller zwischen Wirtschaft und Politik. Facetten eines Lebens in bewegter Zeit, Vandenhoeck & Ruprecht, Göttingen 2018.
- mit Frank Engehausen: 200 Jahre Industrie- und Handelskammer Karlsruhe. IHK Karlsruhe – eine Chronik der letzten 200 Jahre, Verlag Regionalkultur, Ubstadt-Weiher/ Heidelberg 2013.
- mit Bernhard Stier: Europa zwischen Reform und Revolution. 1800–1850 (= Handbuch der Geschichte Europas, Band 7), Ulmer, Stuttgart 2012.
- Maß und Gewicht im Gebiet des Königreichs Württemberg und der Fürstentümer Hohenzollern am Ende des 18. Jahrhunderts, Kohlhammer, Stuttgart u. a. 2000.
- Revolution im deutschen Südwesten. Das Großherzogtum Baden 1848/49, Kohlhammer, Stuttgart u. a. 1998.
- Maß und Gewicht im Gebiet des Großherzogtums Baden am Ende des 18. Jahrhunderts, Institut für Landeskunde und Regionalforschung der Universität Mannheim, Mannheim 1996.
- Armut, Unterschichten, Randgruppen in der Frühen Neuzeit (= Enzyklopädie deutscher Geschichte, Band 34), Oldenbourg, München 1995; 2. Auflage 2013.
- Maß und Gewicht im Gebiet von Bayerischer Pfalz und Rheinhessen (Departement Donnersberg) am Ende des 18. Jahrhunderts. Unter Mitarbeit von Michael Schollenberger u. a., Institut für Landeskunde und Regionalforschung der Universität Mannheim, Mannheim 1994.
- Zum Wohle der Kranken. Vom Hospital zum Klinikum der Stadt Ludwigshafen am Rhein. 100 Jahre Städtisches Krankenhaus, 1892–1992, Verlag Regionalkultur, Ubstadt-Weiher 1992.
- Auswanderung aus Südwestdeutschland. Studien zur württembergischen Auswanderung und Auswanderungspolitik im 18. und 19. Jahrhundert, Klett-Cotta, Stuttgart 1984.
- Die Bauernbefreiung im Königreich Württemberg, 2 Bände, Boldt, Boppard am Rhein 1977 (Zugl.: Heidelberg, Univ., Habil-Schr., 1972).
- Friedrich Landolin Karl von Blittersdorff. 1792–1861. Ein Beitrag zur badischen Landtags- und Bundespolitik im Vormärz, Kohlhammer, Stuttgart 1967 (Zugl.: Freiburg (Breisgau), Univ., Diss., 1965).

Herausgeberschaften
- Das Herzogtum Württemberg zur Zeit des Dreißigjährigen Krieges im Spiegel von Steuer- und Kriegsschadensberichten 1629–1655. Materialien zur historischen Statistik Südwestdeutschlands, Kohlhammer, Stuttgart 2009.
- Türkensteuer und Bürgerzählung. Statistische Materialien zu Bevölkerung und Wirtschaft des Herzogtums Württemberg im 16. Jahrhundert, Kohlhammer, Stuttgart 2009.
- Freiheit, Gleichheit, Brüderlichkeit? Die Französische Revolution im deutschen Urteil von 1789 bis 1945, dtv, München 1989.